# Noble Sissle
Noble Lee Sissle né le 10 juillet 1889 à Indianapolis, mort le 17 décembre 1975 à Tampa (Floride) est un chanteur, violoniste et chef d'orchestre de jazz américain.

## Carrière
Il fonde un orchestre en 1914 puis travaille avec Bob Young à Baltimore. En 1916 il chante dans l'orchestre de Jim Europe. En 1917, il s'engage avec son leader dans le 369e régiment d'infanterie français, formé essentiellement de combattants de couleur et connus sous le nom des Harlem Hellfighters ou de Black Rattlers. De retour aux États-Unis après la démobilisation, il forme un duo avec Eubie Blake qui compose la musique de revues à Broadway Shuffle Along en 1921 et The Chocolate Dandies en 1924. En 1928 il revient en Europe pour chanter à Paris et à Londres et ensuite accompagné d'un orchestre américain venu le rejoindre il fait des tournées en Belgique et Monte Carlo. Revenu en Amérique il forme des orchestres où s'illustre notamment Sidney Bechet. De 1938 à 1950 il se produit au Rose's diamond horseshoe à New York, ensuite s'investit dans l'édition musicale puis crée un club le Noble's.

## Discographie
- Sidney Bechet the chronological vol.583 1923-1936 Classics
- Sidney Bechet the chronological vol.593 1936-1938 Classics

## Source
- André Clergeat, Philippe Carles Dictionnaire du jazz Bouquins/Laffont 1990 p.942